# 2048 (szám)
A 2048 (római számmal: MMXLVIII) egy természetes szám, a 2 tizenegyedik hatványa.

## A szám a matematikában
A tízes számrendszerbeli 2048-as a kettes számrendszerben 100000000000, a nyolcas számrendszerben 4000, a tizenhatos számrendszerben 800 alakban írható fel.
A 2048 páros szám, összetett szám, kanonikus alakban a 211 hatvánnyal, normálalakban a 2,048 · 103 szorzattal írható fel. Tizenkettő osztója van a természetes számok halmazán, ezek növekvő sorrendben: 1, 2, 4, 8, 16, 32, 64, 128, 256, 512, 1024 és 2048.
Érinthetetlen szám: nem áll elő pozitív egész számok valódiosztóösszeg-függvényeként.